# Editura Casa Radio
Editura Casa Radio valorifică sistematic arhivele scrise și sonore ale Societății Române de Radiodifuziune. Menirea acestui serviciu editorial al Radioului public constă în relevarea unei tradiții autentice în domeniul publicisticii radiofonice, prin valorificarea unui impresionant patrimoniu arhivistic scris și sonor, în readucerea în circuitul public, prin editări, a materialului documentar ce reflectă tendințele culturale și profesionale actuale din jurnalismul audiovizual.

## Colecții
Producția Editurii Casa Radio cuprinde colecțiile: „Biblioteca Radio“, cu seriile „Magister“, „Tezaur“, „Repere XXI“ și „Manifest“, „Radio Prichindel“, „Lada de zestre“, „Biblioteca de poezie românească“, completate cu înregistrări din Fonoteca de Aur, colecții de CD-uri cu înregistrări de teatru radiofonic.